# 国際石油資本

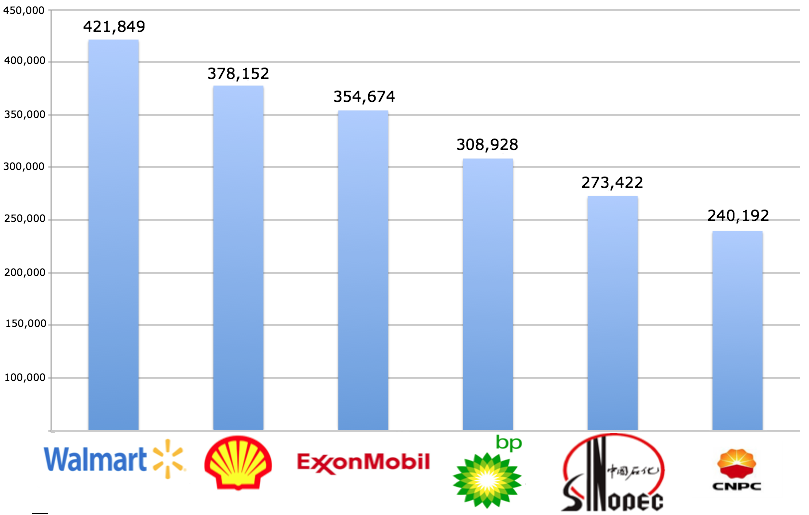
2012年度の売上高。左から順にウォルマート、シェル、エクソンモービル、BP、中国石油化工、中国石油天然気集団(ペトロチャイナ)。

国際石油資本（こくさいせきゆしほん）または石油メジャーとは、資本力と政治力で石油の探鉱（採掘）・生産・輸送・精製・販売までの全段階を垂直統合で行い、シェアの大部分を寡占する石油系巨大企業複合体の総称。1975年にアンソニー・サンプソンが著した「セブン・シスターズ」で一躍存在が知られることになった。寡占体制となるまでの歴史においてはシュルンベルジェが地球規模で油田探査に活躍し、影の石油メジャーと呼ばれている。

## 過去
石油メジャーのうち、第二次世界大戦後から1970年代まで、石油の生産をほぼ独占状態に置いた7社は
セブン・シスターズ（Seven Sisters）と呼ばれてきた。また、7社にフランス石油（CFP、現トタルエナジーズ）を加えて、エイト・メジャーズと言われることもあった。資源ナショナリズムにより石油輸出国機構（OPEC）が主導権を握るまで、世界の石油のほぼ全てを支配していた。
セブン・シスターズのうち、5社がアメリカ資本で、残りの2社が、イギリス資本系のBP（ブリティッシュ・ペトロリアム）と、イギリスとオランダ資本系のロイヤル・ダッチ・シェルである。
また、エクソン、モービル、シェブロンは、ロックフェラーが創業し、1911年に34社に分割されたスタンダード・オイルが母体である。

### セブン・シスターズの歴史
1911年、ジョン・ロックフェラーが創設したスタンダード・オイルが、史上初めてシャーマン法（独占禁止法）により34社に分割され、スタンダード・オイル・オブ・ニュージャージーや、スタンダード・オイル・オブ・ニューヨークや、スタンダード・オイル・オブ・カリフォルニアなどが誕生。
1928年7月31日、カルースト・グルベンキアン主導の下で赤線協定（Red Line Agreement）が締結された。この協定は、スタンダード・オイル・オブ・ニュージャージーなどのアメリカ系石油会社がアングロペルシャ石油会社、ロイヤル・ダッチ・シェル、CFP（フランス石油会社）の3社で構成されるトルコ石油に資本参加する際に定められた協定である。これは、赤線で囲まれた旧オスマン帝国領内について、協定に参加した各社による、現在のトルコとイラク領内の油田権益の独占と、油田の単独開発の禁止を取り決めたカルテルである。
その後、同じ年の9月17日に、スタンダード・オイル・オブ・ニュージャージー、アングロペルシャ石油会社、ロイヤル・ダッチ・シェルのBIG 3は、スコットランドのアクナキャリ城で、アクナキャリー協定（Achnacarry Agreement、As-Is" Agreement）を結び、前記の独占禁止法による規制が厳しいアメリカと、油田が国有化されトラブルが生じたソビエト連邦以外の、世界の石油市場で各社の販売シェアを固定化した。
その後、サウジアラビアやクウェート、リビアなどで大規模な油田が開発されるが、上記の協定にのっとってセブン・シスターズの独占状態は続いた。
第二次世界大戦後、石油の需要は急拡大する。少数の企業による石油需要の予測と生産割当てが功を奏し、1960年代末までは、ほぼ安定した価格で原油が取引された。これは、国際カルテルによる弊害の多い中で、ごく僅かな功績の一つである。
1950年代、大規模な油田開発が続き、原油の供給過剰が慢性化し、それに伴いメジャーは公定価格を段階的に引き下げた。これに産油国が不満を持ち、1960年にOPECが結成される。
1970年代に入ると、反アメリカ・反ヨーロッパの風潮が産油国に広まる。メジャー支配脱却を狙っていた産油国は、次々と石油開発への経営参加、国有化を推進した。1972年には、アルジェリアの油田がフランス資本から国有化された。リビアもBPが所有していた油田を国有化した。1976年、サウジアラビアでの原油採掘を独占してきた、アラムコの大株主であった、エクソン、モービル、テキサコ、シェブロンの4社はサウジアラビア政府に株式を譲渡。ここに、セブン・シスターズによる石油支配は終わりを告げた。

#### セブン・シスターズ
1. スタンダード・オイル・オブ・ニュージャージー（後のエクソン、その後1999年にモービルと合併しエクソンモービル）
2. ロイヤル・ダッチ・シェル（オランダ60％、英国40％ ）
3. アングロペルシャ石油会社（後のBP）
4. スタンダード・オイル・オブ・ニューヨーク（後のモービル、その後1999年にエクソンと合併してエクソンモービル）
5. スタンダード・オイル・オブ・カリフォルニア（後のシェブロン）
6. ガルフ石油（後のシェブロン、一部はBP）
7. テキサコ（後のシェブロン）

## 現在
ペルシア湾岸の産油国は1960年代から政治的な自覚を高め、国際石油資本などから自国の利益を守ることを目的として石油輸出国機構（OPEC）を設立し、1973年の第四次中東戦争を契機として石油価格の決定権を握り、原油公示価格を1バレル3.01ドルから5.12ドルに引き上げた。
さらに、OPEC加盟のペルシア湾岸の産油6カ国は、1974年1月より原油価格を5.12ドルから11.65ドルへ引き上げた（第1次オイルショック）。
こうして、セブン・シスターズの影響力が小さくなったため、1990年代以降、7社は合理化を推進し、合併・統合を繰り返してきた結果、エクソンモービル、シェブロン（2005年にシェブロン・テキサコから改称）、シェル、BPの4社に統合された。
一部の評論家は、この4社にトタルエナジーズとコノコフィリップスを加えた6社をスーパーメジャーと呼び、再び石油マーケットを支配する恣意的な動きだと論じた。
しかし、合併による規模の拡大を推し進めたとはいえ、2000年現在、この大手4社の世界における原油生産シェアは10%程度、保有する油田の埋蔵量シェアは3%である。これは、統合によりリストラを推し進め、生まれた利益を株式の自己償却などの株主還元や、天然ガスや燃料電池などの次世代エネルギー開発に投資し、リスクの高い新規油田開発への投資を削減したためである。
石油掘削の技術には一日の長を持つが、1970年代まではセブン・シスターズを含めて20社程度しか手がけることが出来なかった石油の上流事業も、2000年を過ぎると200社以上が参入し、激しい競争に巻き込まれている。さらに、モータリゼーションが続く新興国では石油需要の伸びが見られるもの、先進国では、需要家が石油以外の熱源の転換を進めるともに、2010年代時点では石油に依存する航空や自動車分野では、燃費の改善を進めるなどして石油需要の低下傾向が顕著となっている。このため、大手4社は石油企業から総合エネルギー商社への転換を急いでいる。

### スーパーメジャー
1. エクソンモービル（2014年度・売上高3941億ドル）
2. シェル（2014年度・売上高4211億ドル）
3. BP（2014年度・売上高3587億ドル）
4. シェブロン（2014年度・売上高2004億ドル）
5. トタルエナジーズ（2014年度・売上高2361億ドル）
6. コノコフィリップス（2014年度・売上高555億ドル）

### その他の民間大手石油会社
- オクシデンタル・ペトロリウム
- レプソル

以下は日本における民族資本の主要会社
- ENEOSホールディングス（2018年度・売上高10兆3,010億円）
- INPEX
- 出光興産
- 富士石油

### 新セブンシスターズ
一方、ロシアや中国などの主な国営企業7社の原油生産シェアが合わせて30%、保有する油田の埋蔵量でも30%と存在感を増してきており、かつてのセブンシスターズになぞらえて、以下の国営企業7社を新・セブンシスターズと呼ぶ声もあがっている。
1. サウジアラムコ（サウジアラビア）
2. ペトロナス（マレーシア）
3. ペトロブラス（ブラジル）
4. ガスプロム（ロシア）
5. 中国石油天然気集団公司（中国）略称：CNPC、中石油、ペトロチャイナ
6. イラン国営石油（NIOC）（イラン）
7. ベネズエラ国営石油会社（PDVSA）（ベネズエラ）

### その他の大手国営企業
- 中国石油化工集団公司（中国） - 略称：Sinopec（シノペック）、中石化
- 中国海洋石油（中国） - 略称：CNOOC（シーノック）、中海洋
- 中国中化集団公司（中国） - 略称：SINOCHEM（シノケム）、中化
- 台湾中油（台湾）
- ONGC（インド）
- インド石油会社（インド）
- セイロン・ペトロリアム（スリランカ）
- ソカー（アゼルバイジャン）
- クウェート石油公社（英語版）（クウェート）
- アブダビ国営石油（アドノック、アブダビ）
- Eni（エニ、イタリア）
- エクイノール（ノルウェー）
- ネステ（フィンランド）
- OMV（オーストリア）
- PKNオーレン（ポーランド）
- ソナトラック（アルジェリア）
- ナイジェリア国営石油（英語版）（ナイジェリア）
- サソール（南アフリカ
- ペメックス（メキシコ）
- エコペトロール（英語版）（コロンビア）